# Носач авиона Абрахам Линколн (CVN-72)
Носач авиона Абрахам Линколн (CVN-72) (engl. USS Abraham Lincoln (CVN-72)) је амерички носач авиона на нуклеарни погон класе Нимиц. Добио је име по бившем предсједнику САД Абрахаму Линколну, и други је брод у морнарици Сједињених Америчких Држава који носи његово име. Изградња је почела 1984. у бродоградилишту Northrop Grumman Newport News, а брод је поринут 11. новембра 1989. Укупни трошкови изградње процијењени су на 4,5 милијарде долара.
У прву мисију брод је кренуо неочекивано, 28. маја 1991, како би био подршка Операцији Пустињска олуја. И у наредним годинама брод је најчешће био у мисијама у Персијском заливу, гдје је учествовао у операцији надгледања ирачког ваздушног простора, као и у Операцији Ирачка слобода.